# Богданова Юлія Олегівна
Богда́нова Ю́лія Оле́гівна (12 січня 1979 , Київ ) — поетеса, письменниця та сценаристка.
Народилася 12 січня 1979 року у місті Києві. В 2001 році закінчила Чернігівський юридичний коледж, навчалася в Літературному інституті в Москві.
Член Національної спілки письменників України з 2002 року.
Автор поетичної збірки «Моно», поезій в альманахах «Ренесанс», «Самватас», «Антарес». Пише російською мовою.